# Velataspis aberrans
Velataspis aberrans är en insektsart som först beskrevs av Ernest Lepage 1942.  Velataspis aberrans ingår i släktet Velataspis och familjen pansarsköldlöss. Inga underarter finns listade i Catalogue of Life.